# Substância intercelular
Substância intercelular  ou Meio Intercelular é uma matriz orgânica que preenche o espaço entre as células nos tecidos vivos.

É constituída de vários tipos de fibras de proteínas e de uma parte de consistência variável que pode ser líquida, dura ou gelatinosa, dependendo das funções exercidas por cada tipo de tecido. Essas substâncias constituem o arcabouço de sustentação e conferem propriedades particulares aos tecidos.e Saúde. Editora: MERIDIONAL